# Liste de personnalités liées à Dijon
Cet article contient une liste de personnalités de la ville de Dijon.

## Artistes

### Cinéma
- Amélie Diéterle (1871 - 1941), dijonnaise de 1882 à 1890 et élève au conservatoire de musique de la ville dès 1885;
- Edwige Feuillère (1907 - 1998) ; dijonnaise entre 1914 et 1928, élève au conservatoire de musique et citoyenne d'honneur de la ville en 1977;
- Marie Mansart (1925 - 2012) ;
- Christine Carrère (1930 - 2008) ;
- Jean-Pierre Marielle (1932 - 2019), élève pensionnaire au lycée Carnot de 1947 à 1950;
- Marlène Jobert (1940 -), arrivée à Dijon à l'âge de dix ans elle aura été élève aux Beaux-Arts puis au conservatoire de musique de la ville;
- Marielle Issartel (1944 -)
- Jacques Frantz (1947 - 2021) ;
- Claude Jade (1948 - 2006) ;
- François Berland (1958 -) ;
- Emmanuel Jacomy (1960-);
- Patricia Mazuy (1960-);
- Catherine Wilkening (1963 -) ;
- Damien Witecka (1968 -) ;
- Claire Mathon (1975-), directrice de la photographie, récompensée d'un César pour Portrait de la jeune fille en feu.
- Jocelyn Quivrin (1979 - 2009) ;
- Alban Lenoir (1980-);
- Simon Astier (1983-);

### Théâtre

#### Comédiens/Comédiennes
- Georgia Scalliet (1983-), Née à Paris mais a grandie à Dijon, sociétaire de la Comédie-Française du 1er janvier 2017 à 1er janvier 2020.

### Architectes
- Hugues Sambin (1520 – 1601) ;
- Pierre Le Muet (1591 – 1669), nommé architecte du roi en 1616 ;
- Jean-Baptiste Mathey (1630 – 1696) ;
- Pierre Le Mousseux (1687 - 1740) ;
- Claude François Devosge ( 1697 - 1777) ;
- Nicolas Lenoir (1733 1810) ;
- Jacques Cellerier (1742 - 1814) ;
- Simon Vallot (1774 - 1850), Prix de Rome, pensionnaire à la Villa Médicis ;
- François Papinot (1792 - 1852) ;
- Adrien-Léon Lacordaire (1803 - 1895) ;
- Louis Belin (1806 - 1884), professeur honoraire de l'école des beaux arts de Dijon et Officier de l'Instruction publique ;
- Jean-Philippe Suisse (1807 - 1882), Chevalier de la Légion d'honneur ;
- Émile Sagot, (29 janvier 1805 - 18 février 1888) architecte et dessinateur ;
- Henri Degré (1818 - 1893), élève à l'école Impériale et Spéciale des Beaux Arts de Paris;
- Bénigne Claude Alfred Chevrot (1820 - 1895), élève à l'école Impériale et Spéciale des Beaux Arts de Paris ;
- Alfred Sirodot (1831 - 1900), élève à l'école centrale des Arts et Manufactures de Paris ;
- Edouard Mairet (1838 - 1906), élève à l'école des Beaux Arts de Dijon puis l'école Impériale et Spéciale des Beaux Arts de Paris ;
- Louis Auguste Albert Leprince (1840 - 1914), élève à l'école centrale des Arts et Manufactures de Paris ;
- Félix Vionnois (1841 - 1902), élève à l'école Impériale et Spéciale des Beaux Arts de Paris;
- Ludovic Allaire (1845 - 1924), élève à l'école centrale des Arts et Manufactures de Paris ;
- Charles Suisse (1846 - 1906), membre de l'Académie d'architecture, Chevalier de la Légion d'honneur ;
- Arthur Chaudouet (1847 - 1904), membre de l'Académie d'architecture ;
- Eugène Brey (1865 - 1929) ;
- Charles Danne (1866 - 1947), membre de l'Académie d'architecture, Chevalier de la Légion d'honneur ;
- Charles Javelle (1867 - 1947) ;
- Louis Perreau (1868 - 1925) ;
- Émile Robert (1880 - 1955) ;
- Auguste Drouot (1881 - 1958) ;
- Alexandre Fournier (1881 - 1944) ;
- Gaston Paris (1886 - 1952), Chevalier de la Légion d'honneur ;
- Gustave Eiffel (1832 - 1923), né à Dijon quartier du port du canal, une statue lui a été érigée et une plaque commémorative est installée.
- Paul Deshérault (1860 - 1943) ;
- Louis Chaudonneret (1876 - 1954) ;
- Henri Chantriaux (1885 - 1939) ;
- Roger Martin Barade (1908 - 1987), membre de l'Académie d'architecture,Chevalier de la Légion d'honneur, Officier des Palmes académiques, Commandeur des Palmes académiques ;
- Jean-Louis Ducruet (1921 - 2000) ;
- Paul Chaudonneret (1923 - 2005), 1er Second Grand Prix de Rome 1953 ;
- André Maisonnier (1923 - 2016).

### Céramistes
- André Metthey  (1871 - 1920)

### Dessinateurs
- Charles-Marie de Sarcus, dit Quillenbois ;
- Henri Gustave Jossot (1866 - 1951);
- Ferdinand Raffin (1877 - 1954);
- Éric Rückstühl (1957 - ).

### Graveurs
- Edme Bovinet (1767 - 1843) , graveur à l'eau-forte, au burin et en taille-douce ;
- Jean-Baptiste Arnout (1788-1873) et son fils Louis-Jules Arnout (1814-1882), lithographes ;
- Victor-Louis Focillon (1849-1918), aquafortiste.

### Musique

#### Compositeurs/Compositrices
- Jean-Philippe Rameau (1683 - 1764) : compositeur, organiste, théoricien et claveciniste, né rue Vaillant ;
- Claude Balbastre (1724 - 1799) : compositeur, organiste et claveciniste ;
- Louis Dietsch (1808 - 1865) : compositeur et chef d'orchestre ;
- Auguste de Villebichot (1825 - 1898) : compositeur et chef d'orchestre ;

#### Chanteurs/Chanteuses
- Charles Gustave Laurent (1844 - 1904) : professeur de chant et solfège à Dijon, ancien ténor du Théâtre national de l'Opéra-Comique, prix de chant au Conservatoire de Paris (1865), officier d'Académie (1890), officier de l'Instruction publique (1899), famille de musiciens, né à Paris le 14 avril 1844 et mort à Dijon le 3 octobre 1904[1] ;
- ̈Marcelle Demougeot (1876 - 1931) ː Cantatrice ;
- ̈Maria Lopez (1928 -) ː chanteuse, Cantatrice d'opérette
- Hubert-Félix Thiéfaine (1948 -) : auteur-compositeur-interprète de rock et chanson française, gravite depuis les années 1980 entre le Jura et la capitale bourguignonne, les bureaux de ses sociétés de production et management étant basés à Dijon ;
- Yves Jamait (1961 -) : chanteur, auteur, compositeur de variété française. Rend hommage à Dijon dans la chanson du même nom ;
- Alejandro Meerapfel (1969 - 2023) : chanteur lyrique argentin[2] ;
- Damien Saez (1977 -) : chanteur, compositeur de rock et chanson française. Il a passé une grande partie de sa jeunesse à Dijon ;

#### Musiciens/Musiciennes
- Thierry Caens (1958 -) : Trompettiste classique ;
- Sophie Lemonnier-Wallez (1969 -) : violoniste classique franco-suisse ;
- Daniel Fernandez (1970 -) : guitariste, chanteur, auteur, compositeur de chansons françaises et espagnoles ;
- Vitalic (1976 -) : artiste de musique électronique ;
- Thomas Roussel (1979 -) : compositeur, violoniste, chef d'orchestre et arrangeur ;
- Basile Leroux (-) : guitariste français de scène et de studio ;
- Boris Barbé (1986 -) : guitariste français, interprète de Léo dans la comédie musicale Je vais t'aimer.
- Adélaïde Ferrière (1996 -) : percussionniste et marimbiste, récompensée d'une Victoire de la musique classique à l'âge de 20 ans;

### Peintres
- Jean de Beaumetz (vers 1335 - 1396) ;
- Jean Malouel (entre 1370 et 1375 - 1415) ;
- Henri Bellechose (actif à Dijon entre 1415 et 1430) ;
- Philippe Quantin (1600 - 1636) ;
- Antoine-Benoît Dubois (1619 - 1680) ;
- Jean-Baptiste Lallemand (1716 - 1803) ;
- François Devosge ( 1732 - 1811) ;
- Jean-François Colson (1733-1803) ;
- Claude Hoin (1750-1817) ;
- Jean-Claude Naigeon (1753 - 1832) ;
- Bénigne Gagneraux (1756 - 1795) ;
- Pierre-Paul Prud'hon (1758 - 1823) ;
- Anatole Devosge (1770 - 1850) ;
- Charles Balthazar Julien Fevret de Saint-Memin (1770 - 1852) : portraitiste au

```
 
physionotrace
 ;
```

- Sophie Rude (1797-1867) ;
- Jules-Claude Ziegler (1804-1856) ;
- Paul Jourdy (1805-1856) ;
- Louis Boulanger (1806-1867) ;
- Alexis Joseph Pérignon (1806-1882) ;
- Célestin Nanteuil (1813-1873) ;
- Jean-Jean Cornu (1819-1876) ;
- Charles Ronot (1820-1895) ;
- Félix Ziem (1821-1911) ;
- Hippolyte Michaud (1823-1886) ;
- Félix Trutat (1824-1848) ;
- Alphonse Legros (1837-1911) ;
- André Claudot (1892-1982) ;
- André Tondu (1903-1980) ;
- Jean Bertholle (1909-1996) ;
- Maurice Boitel (1919-2007) ;
- Cécile Bart (1958- ) ;
- Yan Pei-Ming (1960, Shanghai -) : vit à Dijon depuis 1980.

### Sculpteurs/Sculptrices
- Jean de Marville (mort en 1389) ;
- Claus Sluter (vers 1355 - 1406) ;
- Claus de Werve (1380 - 1439) ;
- Jean de la Huerta (1413 - vers 1462) ;
- Antoine Le Moiturier (1425 - 1497) ;
- Hugues Sambin (1520 - 1601) ;
- Jean Dubois (1625 - 1694) ;
- Claude Ramey (1754 - 1838) ;
- François Rude (1784 - 1855) ;
- Jean-Baptiste-Louis-Joseph Moreau (1797 - 1855) ;
- François Jouffroy (1806 - 1882) ;
- Georges Diebolt (1816 - 1861) : qui a sculpté au pont de l'Alma à Paris, le Zouave et le

```
 
Grenadier
, cette dernière statue ayant été transportée à Dijon, au bord du 
lac Kir
 ;
```

- Armand Blanc (1817-1869) ;
- Pierre Travaux (1822 - 1869) ;
- Mathurin Moreau (1822 - 1912) ;
- Auguste Moreau (1834 - 1917) ;
- Hippolyte Moreau (1832 - 1927) ;
- Jean Dampt (1854 - 1945) ;
- François Pompon (1855 - 1933) ;
- Paul Gasq (1860 - 1944) ;
- Ovide Yencesse (1869 - 1947)[3] ;
- Max Blondat (1872 - 1925) ;
- Henri Bouchard (1875 - 1960) ;
- Eugène Piron (1875 - 1928) ;
- Hubert Yencesse (1900 - 1987) ;
- Aleth Guzman-Nageotte (1904 - 1978) ;
- Franjo Beslic (1941, Zenica) :  vit à Vannes depuis 1991.

## Entrepreneurs
- Bernard Gnecchi (1951 -) : chef d'entreprises et ancien président du Dijon Football Côte-d'Or de 1998 à 2012.

## Littéraires et philosophes
- Étienne Tabourot, dit « Tabourot des Accords » (1549 - 1590) : poète et homme de lettres ;
- Nicolas Gougenot (vers 1580 - 1640) : écrivain ;
- Claude Barthelemy Morisot (1592 - 1661) : écrivain ;
- Pichou (vers 1596 - 1631) : auteur dramatique ;
- Gabrielle Suchon (1632 - 1703) : philosophe et moraliste ;
- Bernard de La Monnoye (1641 - 1728) : poète et homme de lettres, né rue du Bourg ;
- Hilaire-Bernard de Longepierre (1659 - 1721) : auteur dramatique ;
- Jean Bouhier (1673 - 1746) : jurisconsulte et écrivain ;
- Prosper Jolyot de Crébillon (1674 - 1762) : auteur dramatique ;
- Alexis Piron (1689 - 1773) : auteur dramatique et poète, né rue Piron ;
- Charles de Brosses (1709 - 1777) : parlementaire et homme de lettres ;
- Charles-Marie Fevret de Fontette, dit Fontette (1710 - 1772) : historien et bibliophile ;
- André-Robert Andréa de Nerciat (1739 - 1800) : écrivain libertin ;
- Jean-Baptiste Radet (1752 - 1830) : vaudevilliste ;
- Claude-Bernard Petitot (1772 - 1825) : écrivain et philologue qui posséda l'Hôtel de Laloge ;
- Jean-Marie-Félicité Frantin (1778 - 1863) : historien ;
- Charles Brifaut (1781 - 1857) : poète, journaliste et dramaturge ;
- Virginie Ancelot (1792 - 1875) : écrivain ;
- Aloysius Bertrand (1807 - 1841) : poète ;
- Louis Nicolardot (1822-1888): essayiste et critique ;
- Léonce Pingaud  (1841-1923) : historien
- Stéphen Liégeard (1830 - 1925) : écrivain, avocat, sous-préfet, créateur du terme Côte d'Azur ;
- Paul Cunisset-Carnot (1849 - 1919) : écrivain et homme de justice et politique ainsi que militaire ;
- Émile Boirac (1851 - 1917) : philosophe, président de l'université de Dijon, espérantiste, président de l'Académie d'espéranto ;
- Maurice Blondel (1861 - 1949) : philosophe ;
- Édouard Estaunié (1862 - 1942) : écrivain et ingénieur polytechnicien ;
- Noël Clément-Janin (1862 - 1947) : écrivain et critique d'art ;
- Maurice Darantière (1882-1962) : imprimeur et éditeur d'art ;
- Henri Focillon (1881-1943): historien de l'art français, spécialiste de la gravure et de l'art du Moyen Âge.
- Marcel Bataillon (1895-1977) : hispaniste et militant pacifiste français, né à Dijon ;
- Henri Vincenot (1912 - 1985) : écrivain ;
- Guy Chambelland (1927 - 1996) : poète et éditeur de poésie ;
- Jean Richard (1921-2021) : historien ;
- Chantal Gevrey (1942 -) : écrivain ;
- Alain Pigeard (1948 -) : historien napoléonien ;
- Camille Laurens (1957 -) : écrivain ;
- Julien Roturier (1978 -) : écrivain ;
- Myrtille Bastard (1985-) : écrivaine ;
- Pauline Bouix (2002 -) : femme de lettres ;

## Médias
- Alain Bernardin (1916 - 1994) : fondateur du Crazy Horse, célèbre cabaret parisien ;
- Gérard Courant (1951 -) : cinéaste né à Lyon. A vécu à Dijon de 1960 à 1975, est l'inventeur du Cinématon et auteur de plusieurs films sur la ville ;
- Denis Brogniart (1967 -) : journaliste sportif sur TF1. Présentateur de Koh-Lanta et de Formule 1
- Pierre Croce (1986 -) : Vidéaste web, il a été étudiant à l'ESC Dijon;

## Militaires et Résistants
- Gaspard de Saulx (1509 - 1573) : maréchal de France ;
- Gaspard de Clermont-Tonnerre (1688-1781) : maréchal de France ;
- François Thurot (1727-1760) : corsaire ;
- Philippe François Rouxel de Blanchelande (1735-1793), maréchal de camp de la Royauté et de la Révolution, guillotiné à Paris, y est né.
- Jacques Nicolas Moynat d'Auxon (1745-1815), général de brigade de la Révolution française, mort à Dijon.
- Henri Richon (1745-1827), général français de la Révolution et de l’Empire né à Dijon.
- Pierre Étienne Petitot (1752-1807), général français de la Révolution et de l’Empire né à Dijon.
- Henri François Delaborde (1764-1833), général français de la Révolution et de l’Empire.
- Pierre Poinsot de Chansac (1764-1833), général français de la Révolution et de l’Empire, mort à Dijon.
- Henri Simon (1764-1827), général français de la Révolution et de l’Empire, mort à Dijon.
- Étienne Heudelet de Bierre (1770-1857) : inspecteur général d'infanterie
- Nicolas Jacquemard (1771-1835), général français de la Révolution et de l’Empire.
- Joseph Claude Marie Charbonnel(1775-1846), général français de la Révolution et de l’Empire (nom gravé sous l'Arc de Triomphe).
- Albin Roussin (1781-1854) : amiral, ministre de la marine, sénateur ;
- Claude-Nicolas Vaudrey (1784-1857) : général, député, sénateur ;
- Jean-Baptiste Philibert Vaillant (1790-1872) : ministre, maréchal de Napoléon III ;
- Paul Cunisset-Carnot (1849-1919) : écrivain, homme de justice et politique, officier de la Légion d'Honneur ainsi que militaire ;
- Marcelle Pardé (1891-1945) : directrice du lycée de jeunes filles de Dijon en 1935, déportée résistante ;
- Simone Plessis (1913-1945) : secrétaire au lycée de jeunes filles de Dijon, déportée résistante ;
- Henri Simon (1896-1987), Compagnon de la Libération, Chef régional des FFI à Marseille, né à Dijon.
- Camille Chevalier (1899-1942), alias Louis Bayard, résistant, “passeur de la ligne de démarcation” à Chalon-sur-Saône, Compagnon de la Libération, né à Dijon, assassiné par les Allemands le 18 août 1942 à Dijon.
- Charles Vignes (1905-1951), Compagnon de la Libération, médecin de la 1ère DFL, né à Dijon
- Edmond Debeaumarché (1906-1959), alias l'Ami, coordinateur du Réseau Résistance PTT, déporté à Dora, Compagnon de la Libération
- Jean Mairey (1907-1982), résistant, responsable du réseau Combat et du NAP en région Bourgogne, Compagnon de la Libération, né à Dijon
- Émile Allegret (1907-1990), Commandant l'escadrille Metz du Groupe de bombardement Lorraine, Compagnon de la Libération, né à Dijon.
- Paul Abrioux (1908-1951), aviateur, né à Dijon.
- Christian Mégret de Devise (1908-1986), général français, Compagnon de la Libération.
- Roger Speich (1910-1984), Compagnon de la Libération, mort et inhumé à Dijon.
- Raymond Roques (1914-1943), aviateur des forces aériennes françaises libres, Compagnon de la Libération, Mort pour la France le 23 avril 1943 au large de Ben Gardane, né à Dijon.
- André Quirot (1914-1985), Compagnon de la Libération, officier du 1er régiment d'artillerie coloniale, né à Dijon.
- Georges Hugo (1915-1984), officier du BM1, Compagnon de la Libération, né à Dijon.
- Louis Mairet (1916-1998), officier du 2e Régiment de Chasseurs Parachutistes (RCP), Compagnon de la Libération, né à Dijon ;
- Colonel Arnaud de Sèze[4] ;

## Politiques

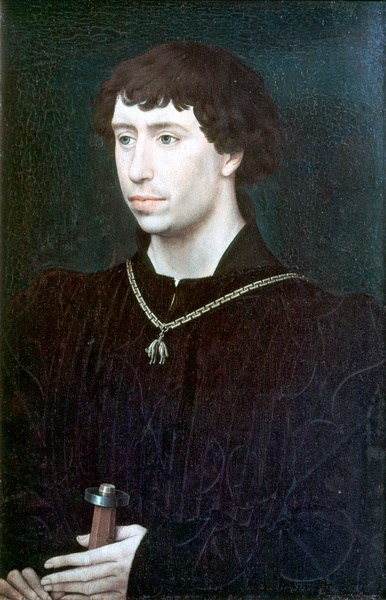
Le duc de Bourgogne Charles le Téméraire au XVe siècle.

- Jean sans Peur (1371 - 1419), duc de Bourgogne de 1404 à 1419 ;
- Philippe le Bon (1396 - 1467), duc de Bourgogne de 1419 à 1467 ;
- Charles le Téméraire (1433 - 1477), duc de Bourgogne de 1467 à 1477 ;
- Bénigne Le Gouz de Gerland (1695 - 1774), notable et académicien ;
- Marc-Antoine Chartraire de Montigny (1703-1750), trésorier des États de Bourgogne ;
- Charles Gravier, comte de Vergennes (1719 - 1787), homme d'État, secrétaire d'État aux affaires étrangères sous Louis XVI ;
- Claude Perroy de La Foretille (1734 - 1794), conseiller à la Chambre des comptes de Dijon, guillotiné de la Révolution française.
- Louis-Bernard Guyton-Morveau (1737 - 1816), chimiste et homme politique sous la Révolution ;
- Alexandre-Eugène Volfius (1743-1805), homme politique, député du tiers état aux états généraux de 1789.
- Claude-Michel Larché (1748 - 1829), magistrat et homme politique français des XVIIIe et XIXe siècles ;
- Antoine Bernard Finot (1850-1818), homme politique né à Dijon, député de l'Yonne.
- Hubert Michel François Vaillant (1760-1823), homme politique, député de la Côte-d'Or pendant les Cent-Jours.
- Théophile Berlier (1761 - 1844), magistrat et homme politique français des XVIIIe et XIXe siècles ;
- Antoine Finot (1780-1844), homme politique, préfet de la Corrèze, de la Creuse, du Cher.
- François Mauguin (1785-1854), avocat et homme politique, député de la Côte-d'Or (Beaune), des Deux-Sèvres (Niort).
- Achille Chaper (1795 - 1874), préfet puis député de la Côte d'Or ;
- Étienne Le Gouz-Gagne (1805 - 1866), notable et avocat ;
- François Gindriez (1806-1862), homme politique, député de Saône-et-Loire de 1849 à 1851.
- Bénigne-Léon Le Couteulx du Molay  (1810 - 1878), personnalité politique du département du Loiret, est né à Dijon[5] ;
- Antoine Carion (1815-1875), homme politique, préfet de la Haute-Saône.
- Paul Cunisset-Carnot (1849 - 1919) : écrivain et homme de justice et politique ainsi que militaire ;
- le chanoine Kir (1876 - 1968), maire de Dijon de 1945 à 1968. Il est né et repose à Alise-Sainte-Reine. Issu d'une famille d'origine alsacienne, il a marqué l'histoire dijonnaise de sa forte personnalité ;
- Gaston Gérard (1878 - 1969), homme politique, le principal stade de la ville porte son nom.
- Juliette Dubois (1911 - 1990), conseillère de la République (1947-1948) ;
- Robert Poujade (Moulins, 1928 - Paris, 2020), maire de Dijon de 1971 à 2001 et ministre de l'Environnement ;
- François Rebsamen (1951 -), maire de Dijon de 2001 à 2014 puis à partir de 2015, Ministre du Travail, de l'Emploi, de la Formation professionnelle et du Dialogue social du 2 avril 2014 au 2 septembre 2015, réélu maire de Dijon le 10 août 2015 à la suite de la mort d'Alain Millot. ;
- Jacques Gérault (1951 -), préfet de la région Rhône-Alpes et ancien directeur de cabinet du ministre de l'intérieur ;
- Alain Houpert (1957 -), politicien de droite, sénateur de la Côte-d'Or ;
- Christian Allard (1964 -), député au Parlement écossais, indépendantiste.
- Alain Millot (1952 - 2015), homme politique et maire de Dijon du 4 avril 2014 au 27 juillet 2015 (décès) ;
- Frédéric Souillot (1967- ), syndicaliste français, secrétaire général de Force ouvrière;
- Voir aussi la liste des maires de Dijon.

## Religieux
- Bernard de Clairvaux (1090 - 1153), saint Bernard, moine fondateur de l'ordre cistercien de Clairvaux. Il est né à Fontaine-lès-Dijon, dont son père était seigneur ;
- Jeanne-Françoise Frémyot, dite Jeanne de Chantal (1572 - 1641), fondatrice de l'ordre de la Visitation ;
- Jacques-Bénigne Bossuet (1627 - 1704), écrivain et orateur sacré, évêque de Meaux (dit « L'aigle de Meaux »), né dans une maison de l'actuelle place Bossuet ;
- Jean-Baptiste Volfius (1734-1822), prélat catholique, évêque constitutionnel de la Côte-d'Or.
- Laurent Ulrich (1951 - ), archevêque de Paris.

## Scientifiques

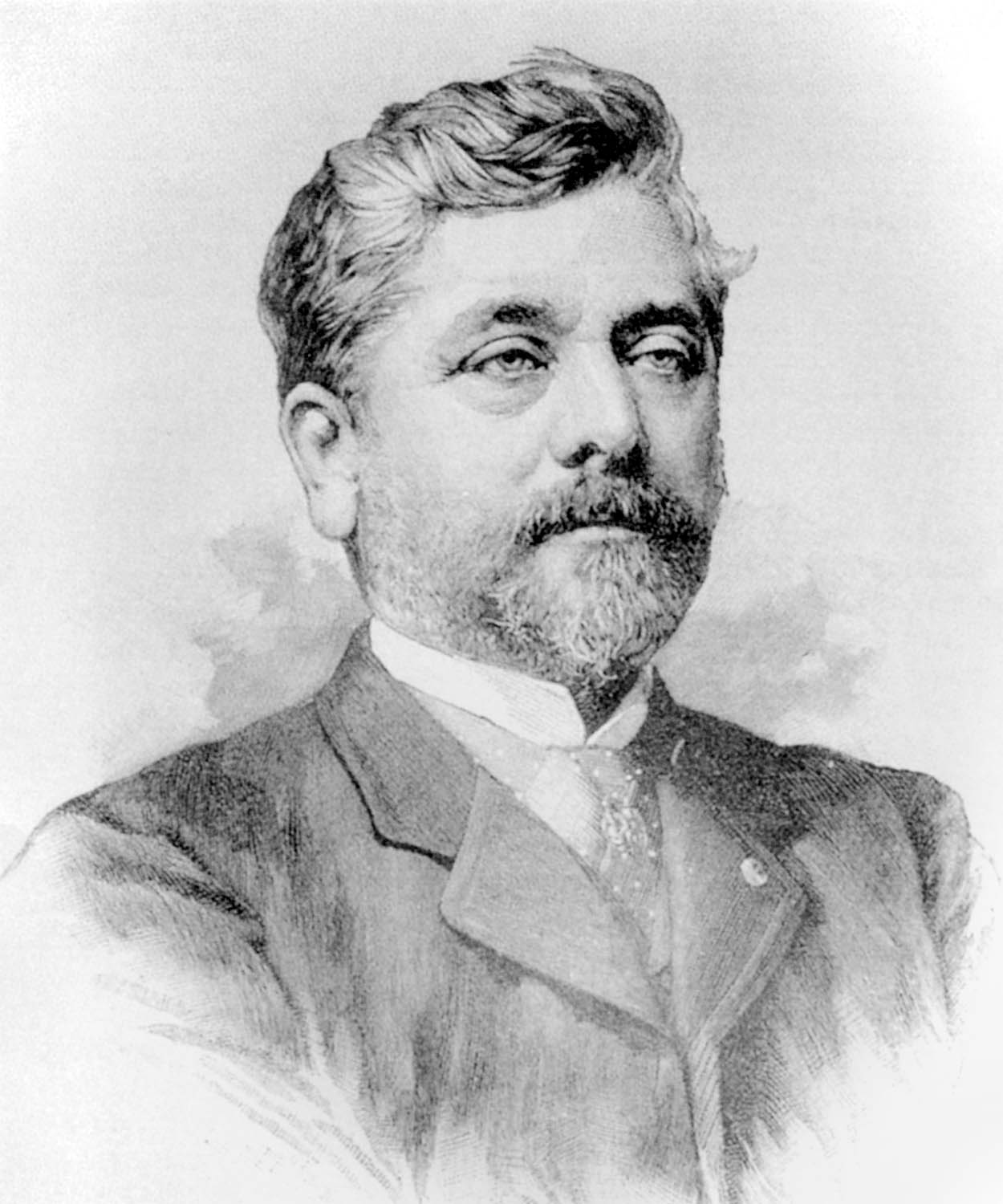
Gustave Eiffel (1832 - 1923).

- Henri Arnault de Zwolle (1400 - 1466) : médecin, constructeur d'instruments astronomiques (horloges et cadrans solaires), instruments musicaux…
- Edme Mariotte (1620 - 1684) : physicien et botaniste ;
- Jean-Baptiste Courtois (XVIIIe siècle) : chimiste ;
- Jean Pierre Chardenon (1714 - 1769) : Médecin et chimiste ;
- François Chaussier (1746 - 1828) : célèbre médecin ;
- Gaspard Monge (1746 - 1818) : inventeur de la géométrie descriptive ;
- Pierre Morland (1768 - 1837) : médecin et chirurgien militaire sous le Ier Empire, membre perpétuel de l'Académie des sciences de Dijon, plaque en sa mémoire au no 5 de l'actuelle rue des Forges ;
- Jacques-Nicolas Vallot (1771 - 1860) : professeur d'histoire naturelle ;
- Jean-Baptiste Mollerat (1772 - 1855) : chimiste, recherche sur la distillation du bois
- Bernard Courtois  (1777 - 1838) : chimiste qui découvrit la morphine et l'iode ;
- Charles-Bernard Desormes (1777 - 1862) : physicien et chimiste ;
- Charles-Henri Augustin (1779 - 1819) : aéronaute ;
- Clement Arnold (1995 - ) : boulanger ;
- Nicolas Clément (1779 - 1841) : physicien et chimiste :
- Claude Navier (1785 - 1836) : ingénieur et physicien ;
- Henry Darcy (1803 - 1858) : hydraulicien ;
- Félix Billet (1808 - 1882) : doyen de la Faculté des sciences de Dijon ;
- Louis-Clément Weinberger (1822 - 1898) : ingénieur civil de la ville de Dijon entre 1869 et 1875;
- Henri Bazin (1829 - 1917) : ingénieur et hydraulicien ;
- Henri Legrand du Saulle (1830 - 1886) : aliéniste ;
- Gustave Eiffel (1832 - 1923) : ingénieur et industriel métallurgiste ;
- Hippolyte Fontaine (1833 - 1910) : industriel et inventeur avec Zénobe Gramme de la dynamo ;
- Jules Richard (1862 - 1956) : professeur au lycée de Dijon, auteur du paradoxe du même nom (1905) en théorie des ensembles ;
- Eugène Bataillon (1864 - 1953) : biologiste et généticien français, a été doyen de la Faculté des sciences de Dijon et une rue de la ville porte son nom ;
- Théodore Simon (1872 - 1961) : psychologue ;
- Pierre Clerget (1875 - 1943) : pionnier de l'aviation ;
- Henri Jacotot (1896 - 1991) : médecin vétérinaire et biologiste ;
- Roger Guillemin (1924 -) :  endocrinologue français naturalisé américain, prix Nobel de médecine en 1977 ;
- Jacques Blondel (1936 -) : écologue, biologiste ;
- Claudie Haigneré (1957 -) : diplômée de la faculté de médecine de Dijon ;
- Anne Lauvergeon (1959 -) : diplômée de l'École normale agrégation Sciences physiques, a dirigé Areva (énergie atomique) de 2001 à 2011. Ancienne sherpa du président François Mitterrand.

## Sportifs
- Charles Rozoy (1987 - ) : Nageur, champion Paralympique à Londres en 2012, multiple champion de France, d'Europe et du Monde sur le 100m Papillon.
- Julien Darui (1916 - 1987) : footballeur professionnel, puis entraîneur, élu « meilleur gardien du siècle », par L'Équipe.
- Daniel Voisin (1939 - 2020) : joueur de pétanque
- Pierre Ferrazzi (1946 -) : footballeur professionnel, devenu entraineur il prend sa retraite en 1991.
- Christian Chenu (1950 - 2021) : footballeur professionnel formé à Dijon et qui a évolué à l'AAJ Blois, à l'ECAC Chaumont et à  l'AS Nancy-Lorraine. Il était milieu défensif.
- Jean-Marc Boivin (1951 - 1990) : alpiniste français
- Didier Dhennin (1961 -) : cavalier international français
- Philippe Millot (1962 -) : footballeur professionnel de 1979 à 1991, avec plus de 60 matchs avec le Cercle Dijon.
- Christophe Mougeot (1963 -) : joueur de rugby à XV, champion de France de rugby 1991 et ancien joueur de l'équipe de France de rugby
- Bernard Razzano (1963 -) : boxeur professionnel, il remporte le 5 octobre 1993 le championnat d’Europe des super- welters.
- Laurent Chambertin (1966 -) : volleyeur professionnel et international français
- Christophe Fiatte (1967 - 2015) : footballeur professionnel, avec plus de 200 matchs sous les couleurs de l'AS Red Star 93. Il décède des suites d'une attaque cardiaque en 2015
- Pascal Lavanchy (1968 -) : danseur sur glace
- Sophie Moniotte (1969 -) : danseuse sur glace
- Véronique Pecqueux-Rolland (1972 -) : joueuse de handball, championne du Monde 2003
- Marie-Annick Dézert (1972 - 2019) : joueuse de handball, gardienne de but née à Vire et décédée à Dijon. Elle était gardienne de but de l'équipe de France de handball féminine de 1990 à 2001 et à évoluée à Dijon également
- Jérôme Golmard (1973 - 2017) : joueur de tennis
- Stéphanie Mugneret-Béghé (1974 -) : ancienne footballeuse française qui a joué pour le F.C.F. Juvisy (jus. 2005) et en équipe de France de football (jus. 2005, 115 sélections)
- Frédéric Dole (1975 -) : ancien handballeur et international français
- Arnaud Gonzalez (1977 -) : footballeur professionnel au Chamois niortais FC, champion de France 1996 avec l'AJ Auxerre
- Anne-Caroline Chausson (1977 -) : multi-championne du monde de VTT de descente, médaille d'or en BMX aux Jeux Olympiques de Pékin (2008)
- Ludivine Jacquinot (1978 -) : ancienne handballeuse internationale française, elle à notamment évoluée au Cercle Dijon BH
- Matthias Rolland (1979 -) : ancien rugbyman du Stade Dijonnais, devenu entraineur de rugby professionnel
- Benjamin Darbelet (1980 -) : judo, champion d'Europe 2003, 2e aux Jeux olympiques de Pékin 2008
- Stéphanie Bouvier (1981 -) : patineuse de vitesse, championne d'Europe 2007
- Assia El Hannouni (1981 -) : athlète handisport
- Virginie Razzano (1983 -) : joueuse de tennis
- Thibaut Fauconnet (1985 -) : patineur de vitesse, champion d'Europe 2011
- Cyrille Maret (1987 -) : champion du monde junior (2006) et champion d'Europe cadet de judo. Vice-champion d’Europe séniors en 2017 et 2018 et 3ème aux Jeux Olympiques 2016
- Maxime Livio (1987 -) : cavalier professionnel, entraîneur de l'équipe thaïlandaise de complet
- Marine Debauve (1988 -) : gymnastique artistique, championne d'Europe 2005
- Marianne Buso (1992 -) : basketteuse handisport, basketteuse paralympique en fauteuil roulant
- Geoffrey Bouchard (1992 -) : coureur cycliste français, vainqueur du classement du meilleur grimpeur du Tour d'Espagne en 2019 et de celui du Tour d'Italie en 2021
- Enzo Basilio (1994 -) : footballeur professionnel, gardien de but formé au Dijon FCO
- Marie Prouvensier (1994 -) : handballeuse professionnelle et internationale française
- Élise Marié (1995 -) : basketteuse professionnelle, meneuse
- Alexis Miellet (1995 -) :  athlète, spécialiste du 1 500 mètres
- Alexandre Petit (1999 - ) : golfeur professionnel
- Paul Nicole (2000 -) : volleyeur professionnel
- Bogdan Racovițan (2000 -) : footballeur espoir roumain, né à Dijon et formé au Dijon FCO